# Estland op de Olympische Winterspelen 2014
Estland nam deel aan de Olympische Winterspelen 2014 in Sotsji, Rusland.
Van de vijfentwintig deelnemers (achttien mannen en zeven vrouwen) die Estland vertegenwoordigden bij de negende deelname van het land aan de Winterspelen namen er negen op eerdere edities deel. Hiervan nam biatleet Indrek Tobreluts voor de vijfde opeenvolgende keer deel, eveneens biatleet Roland Lessing voor de vierde keer en de langlaufers Aivar Rehemaa, Peeter Kümmel en kunstrijdster Jelena Glebova voor de derde keer.

## Deelnemers en resultaten
(m) = mannen, (v) = vrouwen 

### Alpineskiën
| Olympiër              | Onderdeel        | Resultaat | Prestatie                                                            |
| --------------------- | ---------------- | --------- | -------------------------------------------------------------------- |
| Warren Cummings Smith | reuzenslalom (m) | 45e       | 1e run: 1.28,25 (48e) 2e run: 1.29,17 (45e) totaal: 2.57,42 (+12,13) |
| Warren Cummings Smith | slalom (m)       | 26e       | 1e run: 1.55,08 (54e) 2e run: 1.02,20 (27e) totaal: 1.57,28 (+15,44) |
|                       |                  |           |                                                                      |
| Triin Tobi            | reuzenslalom (v) | 61e       | 1e run: 1.34,65 (68e) 2e run: 1.34,52 (61e) totaal: 3.09,17 (+32,30) |
| Triin Tobi            | slalom (v)       | 46e       | 1e run: 1.11,43 (57e) 2e run: 1.09,02 (47e) totaal: 2.20,45 (+35,91) |

### Biatlon
| Olympiër                                                      | Onderdeel                | Resultaat | Prestatie                                                                                              |
| ------------------------------------------------------------- | ------------------------ | --------- | --- |
| Kalev Ermits                                                  | individueel (m)          | 703       | 57.04,5 (+7.32,8) [1+1+0+0]                                                                            |
| Kauri Kõiv                                                    | sprint (m)               | 54e       | 26.47,1 (+2.13,6) [2+1]                                                                                |
| Kauri Kõiv                                                    | achtervolging (m)        | 46e       | 38.10,2 (+4.21,6) [1+0+0+2]                                                                            |
| Kauri Kõiv                                                    | individueel (m)          | 78e       | 58.17,3 (+8.45,6) [1+2+2+2]                                                                            |
| Roland Lessing                                                | sprint (m)               | 66e       | 27.06,3 (+2.32,8) [0+3]                                                                                |
| Danil Steptšenko                                              | sprint (m)               | 50e       | 26.40,5 (+2.07,0) [1+1]                                                                                |
| Danil Steptšenko                                              | achtervolging (m)        | 59e       | 40.52,0 (+7.03,4) [1+1+1+4]                                                                            |
| Danil Steptšenko                                              | individueel (m)          | 62e       | 56.14,4 (+6.42,7) [1+2+0+0]                                                                            |
| Indrek Tobreluts                                              | sprint (m)               | 53e       | 26.46,5 (+2.13,0) [0+3]                                                                                |
| Indrek Tobreluts                                              | achtervolging (m)        | 45e       | 39.00,5 (+4.11,9)[0+0+2+1]                                                                             |
| Indrek Tobreluts                                              | individueel (m)          | 29e       | 53.02,5 (+3.30,8) [0+1+0+1]                                                                            |
| Team: Danil Steptšenko Kalev Ermits Kauri Kõiv Roland Lessing | estafette (m)            | 17e       | totaal: ingehaald [2+7 1+5] 18.05,5 [0+1 0+0] 20.08,4 [0+0 0+3] 19.31,2 [1+3 0+0] ingehaald [1+3 0+2]  |
|                                                               |                          |           | |
| Grete Gaim                                                    | sprint (v)               | 71e       | 24.18,2 (+3.11,4) [1+1]                                                                                |
| Grete Gaim                                                    | individueel (v)          | 58e       | 51.28,2 (+8.08,9) [0+0+0+2]                                                                            |
| Kadri Lehtla                                                  | sprint (v)               | 69e       | 24.13,3 [2+2]                                                                                          |
| Kadri Lehtla                                                  | individueel (v)          | 44e       | 49.44,8 (+6.25,2) [1+0+1+0]                                                                            |
| Johanna Talihärm                                              | sprint (v)               | 48e       | 23.09,3 (+2.02,5) [0+0]                                                                                |
| Johanna Talihärm                                              | achtervolging (v)        | 55e       | 37.52,5 (+8.21,8) [2+0+0+3]                                                                            |
| Johanna Talihärm                                              | individueel (v)          | 73e       | 55.16,5 (+11.56,9) [2+1+0+3]                                                                           |
| Daria Yurlova                                                 | sprint (v)               | 67e       | 24.01,1 (+2.54,3) [1+1]                                                                                |
| Daria Yurlova                                                 | individueel (v)          | 74e       | 55.18,0 (+11.58,2) [0+2+2+2]                                                                           |
| Team: Kadri Lehtla Grete Gaim Daria Yurlova Johanna Talihärm  | estafette (v)            | 16e       | totaal: ingehaald [0+5 1+8] 18.03,8 [0+2 0+1] 19.14,8 [0+1 0+1] 19.58,1 [0+2 1+3] ingehaald [0+0 0+3]  |
|                                                               |                          |           | |
| Team: Kadri Lehtla Daria Yurlova Kauri Kõiv Danil Steptšenko  | gemengde estafette (m/v) | 15e       | totaal: ingehaald [4+10 1+7] 17.09,6 [0+3 0+1] 18.58,8 [1+3 0+1] 19.24,8 [0+1 0+2] ingehaald [3+2 1+3] |

### Kunstrijden
| Olympiër          | Onderdeel | Resultaat | Prestatie                                        |
| ----------------- | --------- | --------- | ------------------------------------------------ |
| Viktor Romanenkov | Mannen    | 24e       | 139.99 (korte kür: 61.55, vrije kür: 78.44)      |
| Elena Glebova     | Vrouwen   | 29e       | 46.19 (korte kür: 46.19, vrije kür niet bereikt) |

### Langlaufen
| Olympiër                                                  | Onderdeel             | Resultaat    | Prestatie                                                                      |
| --------------------------------------------------------- | --------------------- | ------------ | ------------------------------------------------------------------------------ |
| Algo Kärp                                                 | 15 km klassiek (m)    | 42e          | 42.16,5 (+3.46,8)                                                              |
| Peeter Kümmel                                             | sprint (m)            | 52e          | kwalificatie: 3.44,0 (+15,68)                                                  |
| Raido Ränkel                                              | sprint (m)            | 51e          | kwalificatie: 3.43,82 (+15,47)                                                 |
| Raido Ränkel                                              | 15 km klassiek (m)    | 61e          | 43.38,9 (+5.09,2)                                                              |
| Aivar Rehemaa                                             | 15 km klassiek (m)    | 40e          | 41.49,8 (+3.20,1)                                                              |
| Aivar Rehemaa                                             | 30 km skiatlon (m)    | 51e          | 1:13.47,2 (+5.31,8) klassieke stijl: 38.04,3 (48e); vrije stijl: 35.09,3 (51e) |
| Aivar Rehemaa                                             | 50 km vrije stijl (m) | 44e          | 1:52.22,1 (+5.26,9)                                                            |
| Siim Sellis                                               | sprint (m)            | 59e          | kwalificatie: 3.48,06 (+19,71)                                                 |
| Karel Tammjärv                                            | 15 km klassiek (m)    | 45e          | 42.27,7 (+3.58,0)                                                              |
| Karel Tammjärv                                            | 50 km vrije stijl (m) | 49e          | 1:53.23,0 (+6.27,8)                                                            |
| Team: Peeter Kümmel Raido Ränkel                          | team sprint (m)       | halve finale | halve finale 1: 24.26,49 (7e)                                                  |
| Team: Karel Tammjärv Algo Kärp Aivar Rehemaa Raido Ränkel | estafette (m)         | 10e          | totaal: 1:32. 52,6 (+4.10,6) 1:24.17,2 1:23.53,3 1:22.13,0 1:22.29,1           |
|                                                           |                       |              |                                                                                |
| Triin Ojaste                                              | sprint (v)            | 48e          | kwalificatie: 2.47,07 (+15,00)                                                 |
| Triin Ojaste                                              | 10 km klassiek (v)    | 45e          | 31.54,3 (+3.36,5)                                                              |

### Noordse combinatie
| Olympiër            | Onderdeel                | Resultaat | Prestatie                                                                                      |
| ------------------- | ------------------------ | --------- | ---------------------------------------------------------------------------------------------- |
| Kristjan Ilves      | gundersen normale schans | 41e       | totaal: 27.23,8 (+3.33,6) schansspringen: 97,5 m - 117.3 pnt. (17e) langlaufen: 26.26,8 (44e)  |
| Kristjan Ilves      | gundersen grote schans   | 34e       | totaal: 26.11,5 (+2.44,0) schansspringen: 125,0 m - 117.2 pnt. (8e) langlaufen: 25.24,5 (43e)  |
| Han Hendrik Piho    | gundersen normale schans | 43e       | totaal: 27.42,4 (+3.52,2) schansspringen: 90,5 m - 102.8 pnt. (43e) langlaufen: 25.47,4 (40e)  |
| Han Hendrik Piho    | gundersen grote schans   | 36e       | totaal: 24.15,0 (+2.47,5) schansspringen: 118,0 m - 95.3 pnt. (37e) langlaufen: 24.00,0 (32e)  |
| Karl-August Tiirmaa | gundersen normale schans | 44e       | totaal: 28.29,2 (+3.39,0) schansspringen: 89,5 m - 99.9 pnt. (45e) langlaufen: 26.23,2 (43e)   |
| Karl-August Tiirmaa | gundersen grote schans   | 44e       | totaal: 27.45,4 (+4.17,9) schansspringen: 123,0 m - 104.3 pnt. (21e) langlaufen: 26.06,4 (44e) |

### Schansspringen
| Olympiër              | Onderdeel          | Resultaat    | Prestatie                                                                     |
| --------------------- | ------------------ | ------------ | ----------------------------------------------------------------------------- |
| Kaarel Nurmsalu       | normale schans (m) | 37e          | kwalificatie: 32e; 106.6 pnt. (92,0 m) finale 1e ronde: 113.3 pnt. (95,0 m)   |
| Kaarel Nurmsalu       | grote schans (m)   | 41e          | kwalificatie: 24e; 103.6 pnt. (125,0 m) finale 1e ronde: 105.9 pnt. (124,5 m) |
| Siim-Tanel Sammelselg | normale schans (m) | kwalificatie | kwalificatie: 51e; 66.2 pnt. (73,0 m)                                         |
| Siim-Tanel Sammelselg | grote schans (m)   | kwalificatie | kwalificatie: 49e; 69.0 pnt. (107,5 m)                                        |